# Günçalı, Finike
Günçalı là một xã thuộc huyện Finike, tỉnh Antalya, Thổ Nhĩ Kỳ. Dân số thời điểm năm 2011 là 834 người.